# Джулія Салата
Джулія Мері Салата-Варгас (англ. Julia Mary Salata-Vargas; нар. 2 квітня 1993, Кантон, Мічиган) — американська борчиня вільного стилю, чемпіонка та дворазова бронзова призерка Панамериканських чемпіонатів, бронзова призерка чемпіонату світу студентів.

## Життєпис
Боротьбою почала займатися з 2007 року. Виступала за Університет Кінга, заробивши чотири всеамериканські нагороди WCWA і двічі ставала національною чемпіонкою. Після закінчення навчання Салата був постійним спортсменом в Центрі олімпійської підготовки з 2015 по 2016 рік, працюючи партнером з підготовки Аделіни Грей на Олімпіаді 2016 року в Ріо-де-Жанейро. Салата виграла титул US Open у 2018 році, Панамериканський чемпіонат у 2019 році та кваліфікувався на змагання Олімпійської збірної США у 2012, 2016 та 2021 роках. Салата була членом кількох національних збірних США з 2013 по 2021 рік.
Виступала за New York Athletic Club. Тренер — Джейсон Мурман (з 2011).
Починаючи свою тренерську кар'єру, Салата працювала помічником тренера в Університеті Кінга з 2016 по 2021 рік, допомагаючи тренувати п'ятьох індивідуальних національних чемпіонів і понад 30 всеамериканських, а також команду національних чемпіонатів WCWA і команду національних чемпіонатів NWCA у двоборстві. Салата закінчила Академію жіночого лідерства NWCA, тренерський курс United World Wrestling Level 1 Coaching Course, і має синій пояс з бразильського джіу-джитсу.
Уродженець Кантона, штат Мічиган, Салата проживає в Принстоні. У 2015 році він закінчила Університет Кінга за спеціальністю «маркетинг та іспанська мова», а у 2018 році отримала ступінь магістра ділового адміністрування, спеціалізуючись на управлінні людськими ресурсами.

## Спортивні результати на міжнародних змаганнях

### Виступи на Панамериканських чемпіонатах
| Змагання                                   | Збірна | Вагова категорія          | Місце  |
| ------------------------------------------ | ------ | ------------------------- | ------ |
| Панамериканський чемпіонат з боротьби 2013 | США    | жіноча боротьба, до 67 кг | Бронза |
| Панамериканський чемпіонат з боротьби 2014 | США    | жіноча боротьба, до 67 кг | Бронза |
| Панамериканський чемпіонат з боротьби 2019 | США    | жіноча боротьба, до 65 кг | Золото |

### Виступи на Кубках світу
| Змагання                    | Збірна | Вагова категорія | Місце |
| --------------------------- | ------ | ---------------- | ----- |
| Кубок світу з боротьби 2018 | США    | команда          | 4     |

### Виступи на Чемпіонатах світу студентів
| Змагання                                        | Збірна | Вагова категорія          | Місце  |
| ----------------------------------------------- | ------ | ------------------------- | ------ |
| Чемпіонат світу з боротьби серед студентів 2012 | США    | жіноча боротьба, до 67 кг | 5      |
| Чемпіонат світу з боротьби серед студентів 2014 | США    | жіноча боротьба, до 75 кг | Бронза |

### Виступи на інших змаганнях
| Змагання                                                | Збірна | Вагова категорія          | Місце  |
| ------------------------------------------------------- | ------ | ------------------------- | ------ |
| Міжнародний турнір Ньюйоркського атлетичного клубу 2011 | США    | жіноча боротьба, до 67 кг | Срібло |
| Klippan Lady Open 2013                                  | США    | жіноча боротьба, до 67 кг | Срібло |
| Austrian Ladies Open 2013                               | США    | жіноча боротьба, до 67 кг | Срібло |
| Золотий Гран-прі з боротьби 2014 (Париж)                | США    | жіноча боротьба, до 69 кг | Бронза |
| Klippan Lady Open 2014                                  | США    | жіноча боротьба, до 69 кг | 16     |
| Міжнародний меморіал Дейва Шульца 2015                  | США    | жіноча боротьба, до 69 кг | 4      |
| Міжнародний меморіал Білла Фаррелла 2015                | США    | жіноча боротьба, до 69 кг | 4      |
| Міжнародний меморіал Дейва Шульца 2016                  | США    | жіноча боротьба, до 69 кг |        |
| Олімпійські випробування США 2016                       | США    | жіноча боротьба, до 69 кг | 4      |
| Кубок Канади з боротьби 2016                            | США    | жіноча боротьба, до 69 кг | Срібло |
| Кубок Канади з боротьби 2017                            | США    | жіноча боротьба, до 69 кг | Бронза |
| Міжнародний меморіал Дейва Шульца 2017                  | США    | жіноча боротьба, до 68 кг | Золото |
| Klippan Lady Open 2018                                  | США    | жіноча боротьба, до 68 кг | 8      |
| Klippan Lady Open 2019                                  | США    | жіноча боротьба, до 65 кг | 5      |
| Гран-прі Німеччини з боротьби 2019                      | США    | жіноча боротьба, до 65 кг | Бронза |

### Виступи на змаганнях молодших вікових груп
| Змагання                                      | Збірна | Вагова категорія          | Місце |
| --------------------------------------------- | ------ | ------------------------- | ----- |
| Чемпіонат світу з боротьби серед юніорів 2012 | США    | жіноча боротьба, до 72 кг | 8     |
| Чемпіонат світу з боротьби серед юніорів 2013 | США    | жіноча боротьба, до 72 кг | 11    |